# Луций Венулей Апрониан (консул 168 г.)
Луций Венулей Апрониан Октавий Приск (на латински: Lucius Venuleius Apronianus Octavius Priscus; * 110) e политик и сенатор на Римската империя през 2 век.

## Биография
Произлиза от Пиза. Той е син на Луций Венулей Апрониан (консул 123 г.) и внук на Луций Венулей Монтан Апрониан (суфектконсул 92 г.).
Апрониан е triumvir monetalis, praefectus feriarum Latinarum, квестор и през 142 г. претор. След той става през 143/144 г. легат на I Италийски легион в Долна Мизия и суфектконсул около 144 г. Между 145 и 161 г. той е управител на провинция Близка Испания. През 168 г. Апрониан е редовен консул заедно с Луций Сергий Павел. Той е също и авгур.